# Гигум
Гигум (нім. Gyhum) — громада в Німеччині, розташована в землі Нижня Саксонія. Входить до складу району Ротенбург-на-Вюмме. Складова частина об'єднання громад Цефен.
Площа — 48,44 км2. Населення становить 2417 ос. (станом на 31 грудня 2021).